# Hadsund Sejlklub
Hadsund Sejlklub er en sejlklub fra Hadsund.
Foreningen blev stiftet i maj 1943. Hadsund Sejlklub har i dag over 125 bådpladser og et mindre antal gæstepladser.
Ved VM i H-både 2009 vandt tre sejlere fra Hadsund Sejlklub guld i Holland.
Den 26. oktober 2014 rykkede Hadsund Sejlklub fra 1. division til Sejlsportsligaen.

## Kendte medlemmer
- Steffen Stegger
- Lars Christiansen
- Carsten Pedersen